# Ohatchee, Alabama
Ohatchee là một thị trấn thuộc quận Calhoun, tiểu bang Alabama, Hoa Kỳ. Dân số năm 2009 là 1268 người, mật độ đạt 83 người/km².